# Eupholus geoffroyi
Eupholus geoffroyi es una especie de escarabajo del género Eupholus, familia Curculionidae. Fue descrita científicamente por Guérin-Méneville, F.E. en 1830.
Habita en Nueva Guinea (Dorey, Andai).